# Wu Yen-ming
Wu Yen-ming (* 10. Dezember 1999) ist ein taiwanischer Leichtathlet, der sich auf den Sprint spezialisiert hat.

## Sportliche Laufbahn
Erste internationale Erfahrungen sammelte Wu Yen-ming im Jahr 2023, als er bei den World University Games in Chengdu in 20,70 s den sechsten Platz im 200-Meter-Lauf belegte und der taiwanischen 4-mal-100-Meter-Staffel zum Finaleinzug verhalf. Anschließend wurde er bei den Asienspielen in Hangzhou mit der 4-mal-400-Meter-Staffel im Vorlauf disqualifiziert.
2022 wurde Wu taiwanischer Meister in der 4-mal-400-Meter-Staffel.

## Persönliche Bestleistungen
- 200 Meter: 20,58 s (+1,1 m/s), 4. August 2023 in Chengdu
- 400 Meter: 46,70 s, 23. Oktober 2023 in Tainan